# Kostel Nejsvětější Trojice (Žatčany)
Kostel Nejsvětější Trojice je římskokatolický chrám v obci Žatčany v okrese Brno-venkov. Kostel, včetně přiléhající kaple, kříže a hřbitovní zdi je chráněn jako kulturní památka České republiky. Je farním kostelem žatčanské farnosti.
První písemná zmínka o faře v Žatčanech pochází z roku 1247, románský kostel či kaple svatého Martina mohla pocházet už z 12. století. Chrám byl později přestavěn goticky, dochováno je zdivo v základech stavby, pilíře, zazděná okna, sedadlo kněze a sanktuárium. V roce 1616 postihla ves morová epidemie, po níž byl kostel nově zasvěcen Nejsvětější Trojici. Barokizován byl na přelomu 17. a 18. století. K větším úpravám došlo ještě v roce 1850, v roce 1931 byla věž zvýšena o 85 cm. Poslední větší opravy proběhly v letech 1980–1989, roku 1997 došlo k obnově fasády.
U jižní strany kostela stojí barokní hřbitovní kaple sv. Máří Magdalény z let 1616–1618. Nechal ji vybudovat rod Mensdorfů. Mezi kaplí a kostelem stojí socha sv. Jana Nepomuckého, původně umístěná ve výklenku fasády kostela.
Kolem kostela se nachází hřbitov, obehnaný kamennou zdí. Vedle vstupní brány je umístěn barokní Floriánův kříž z roku 1766, vybudovaný z mušlového vápence.

## Galerie

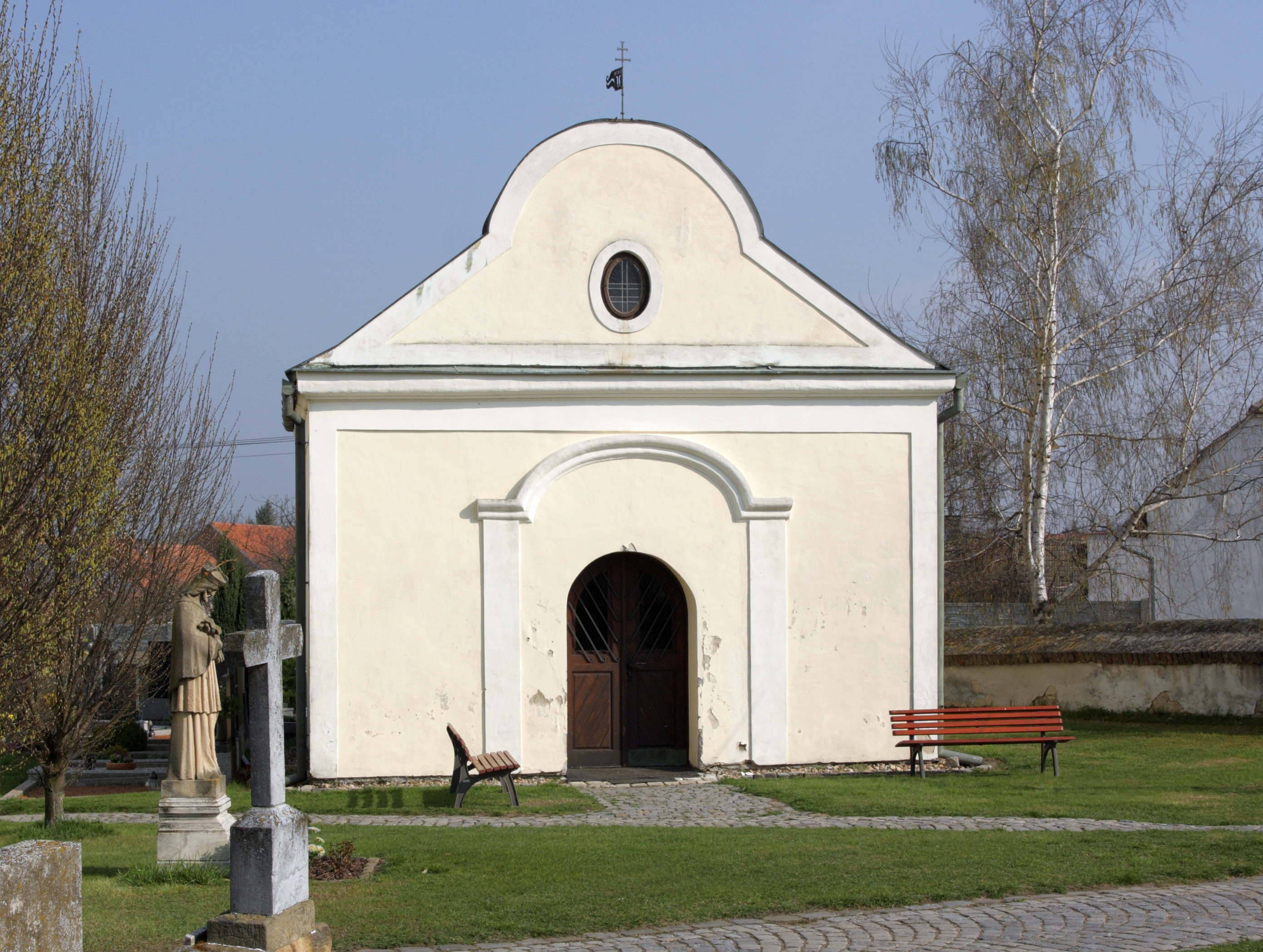
hřbitovní kaple sv. Maří Magdalény z let 1616–1618
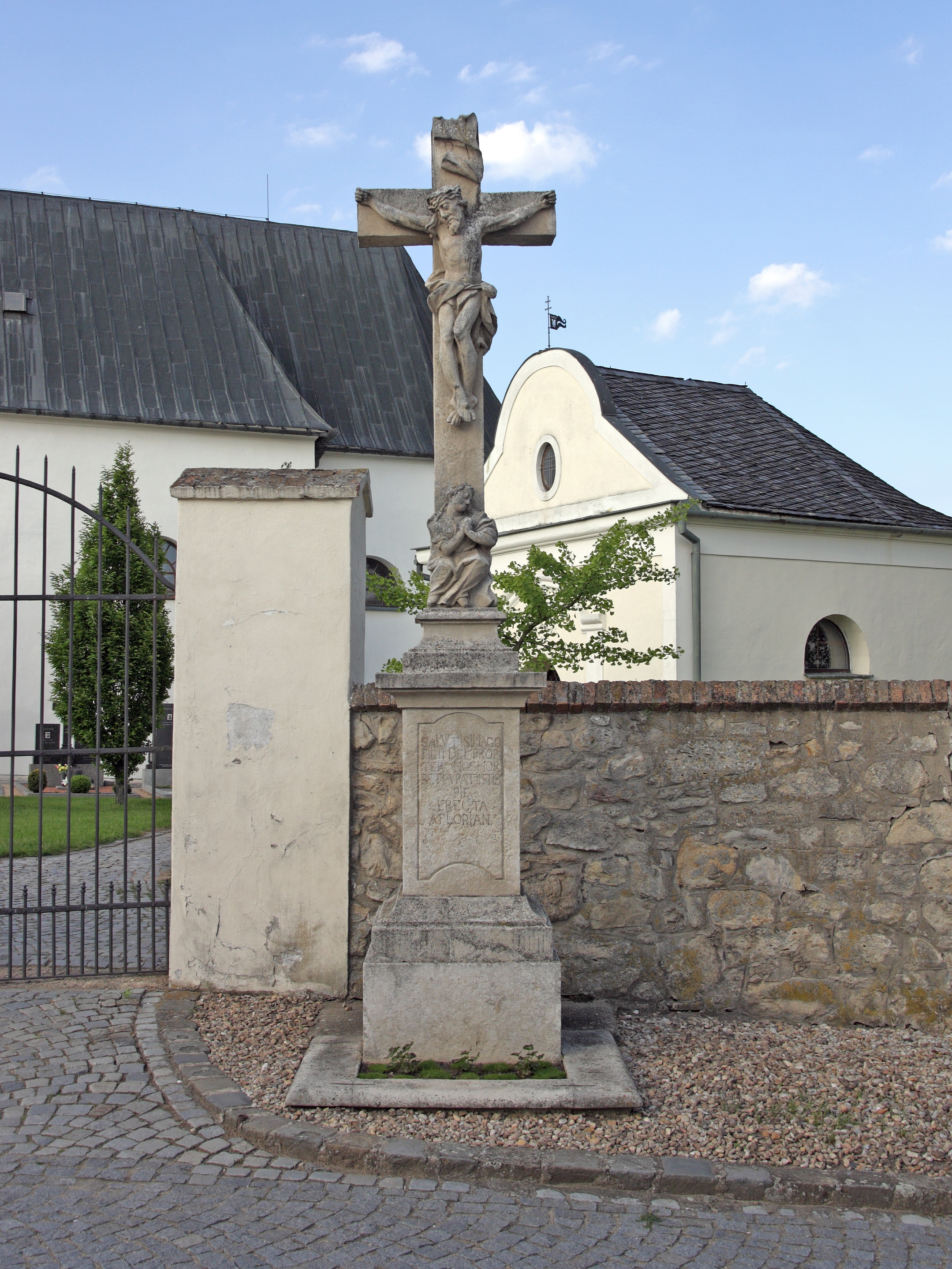
Floriánův kříž z roku 1766
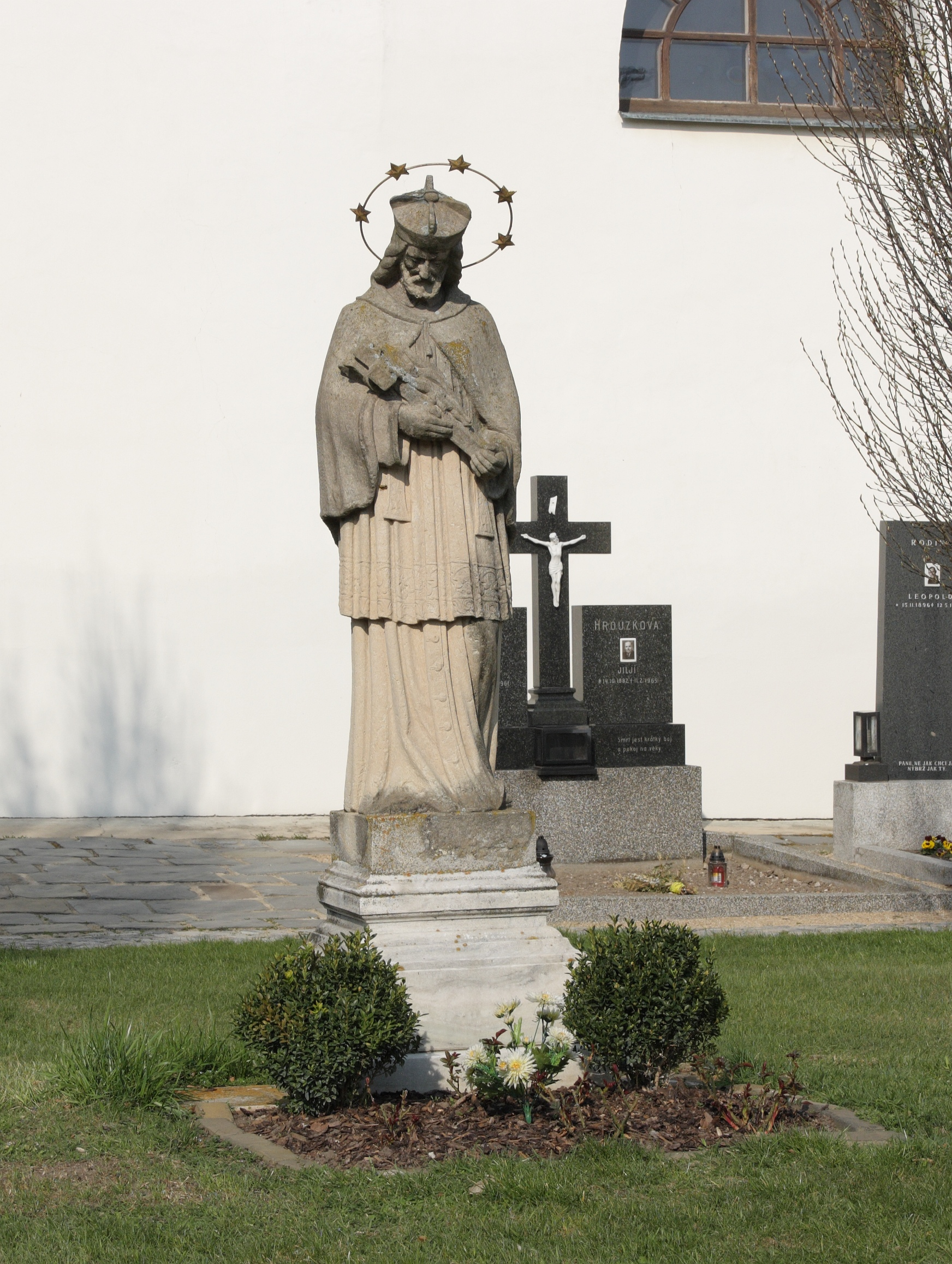
socha sv. Jana Nepomuckého u kostela